# Valentina Marchei
Valentina Marchei (* 23. Mai 1986 in Mailand) ist eine ehemalige italienische Eiskunstläuferin, die bis 2013 im Einzellauf und bis 2018 im Paarlauf antrat.

## Leben
Valentina Marchei ist die Tochter von Marco Marchei, einem Langstreckenläufer, der 1980 und 1984 an den Olympischen Spielen teilgenommen hat. Sie studierte Sport an einer Universität und arbeitete als Reporterin für das italienische Fernsehen. Sie begann 1993 mit dem Eiskunstlauf, ihre erste Trainerin war Cristina Mauri. Später wurde sie auch von Pierre Trente trainiert. Marchei verletzte sich 2007 am Knie.
Ab 2008 arbeitete sie mit Nikolai Morozow zusammen, wobei sie wegen einer Knöchelverletzung den Großteil der Saison 2008/09 verpasste. Bei den Europameisterschaften 2010 belegte sie den zehnten Platz. Im selben Jahr kehrte sie in die Grand-Prix-Serie zurück. Im Jahr darauf belegte sie bei den Europameisterschaften 2011 wiederum Rang zehn. Ihre neuen Coaches wurden Jason Dungjen und Yuka Satō, mit denen sie in Detroit trainierte. 2012 erreichte sie den achten Platz bei den Weltmeisterschaften in Nizza und 2014 nahm sie an den Olympischen Winterspielen in Sotschi teil, wo sie den elften Platz erlief.
Im Juli 2014 wurde bekannt, dass Marchei mit Ondřej Hotárek von nun an ein Eiskunstlaufpaar bildete. Ihr Trainer war Bruno Marcotte. Im selben Sommer hatte Marchei erneut eine Knieverletzung, von der sie sich bald erholte und mit Hotárek italienische Meisterin wurde. Bei den Europameisterschaften 2015 schafften sie beinahe den Sprung in die Medaillenränge, am Ende reichte es für Platz vier. Bei den Weltmeisterschaften wurde es dagegen Rang elf.
Valentina Marchei belegte mit Hotárek bei den Olympischen Winterspielen 2018 in Pyeongchang Rang sechs im Paarlauf.
Ab 2018 lief sie keine Wettbewerbe mehr, 2020 erklärte sie ihr Karriereende als aktive Läuferin.

## Ergebnisse
Zusammen mit Ondřej Hotárek im Paarlauf:
| Meisterschaft / Jahr           | 2015    | 2016    | 2017    | 2018    |
| ------------------------------ | ------- | ------- | ------- | ------- |
| Olympische Winterspiele        |         |         |         | 6.      |
| Weltmeisterschaften            | 11.     | 14.     | 9.      | 10.     |
| Europameisterschaften          | 4.      | 5.      | 6.      | 5.      |
| Grand-Prix-Wettbewerb / Saison | 2014/15 | 2015/16 | 2016/17 | 2017/18 |
| Cup of Russia                  |         | 6.      | 4.      | 4.      |
| Cup of China                   |         |         |         | 5.      |
| Skate America                  |         |         | 8.      |         |